# Seznam současných vládnoucích panovníků podle délky vlády

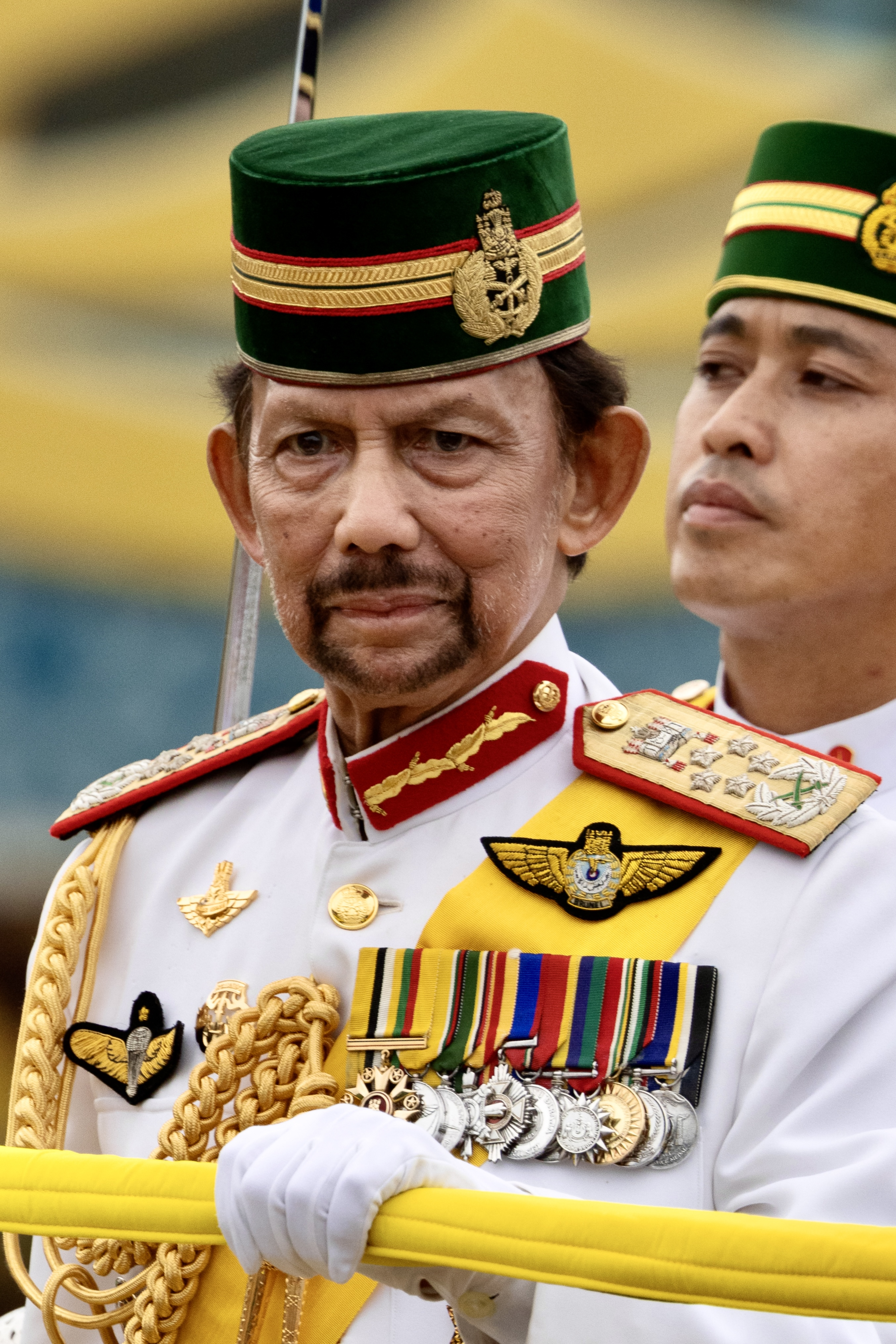
Hassanal Bolkiah, nejdéle vládnoucí žijící monarcha

Toto je seznam vládnoucích panovníků podle délky vlády. 
Zahrnuje monarchy, kteří nevládnou nad celými národy, jako je Muhammad V. Kelantanský, ale nezahrnuje bývalé panovníky a pretendenty, jako je Simeon II. Bulharský, panovníky ex offo, jako je Emmanuel Macron, který je ve funkci prezidenta Francie také spoluknížetem Andorry, panovníky bez fyzického teritoria, jako je princ a velmistr Suverénního řádu Maltézských rytířů, volené panovníky, jako jsou tradiční afričtí vládci, nebo panovníky, jejichž pozice je neoficiální, jako je Tändzin Gjamccho, 14. dalajláma.
Hassanal Bolkiah je nejdéle vládnoucím žijícím monarchou, od 5. října 1967 je brunejským sultánem. Nejdéle vládnoucím monarchou se stal po smrti Alžběty II. Britské dne 8. září 2022.

## Seznam
| Pořadí | Jméno                             | Stát(y)                                 | Narození           | Věk              | Nástup na trůn     | Roky vlády       |
| ------ | --------------------------------- | --------------------------------------- | ------------------ | ---------------- | ------------------ | ---------------- |
| 1.     | Hassanal Bolkiah                  | Brunej                                  | 15. července 1946  | 78 let a 236 dní | 5. října 1967      | 57 let a 154 dní |
| 2.     | Sultan bin Muhammad Al-Qasimi     | Šardžá (Spojené arabské emiráty)        | 6. července 1939   | 85 let a 245 dní | 25. ledna 1972     | 53 let a 42 dní  |
| 3.     | Karel XVI. Gustav                 | Švédsko                                 | 30. dubna 1946     | 78 let a 312 dní | 15. září 1973      | 51 let a 174 dní |
| 4.     | Hamad bin Mohammed Al Sharqi      | Fudžajra (Spojené arabské emiráty)      | 25. září 1948      | 76 let a 164 dní | 18. září 1974      | 50 let a 171 dní |
| 5.     | Humaid bin Rashid Al Nuaimi III.  | Adžmán (Spojené arabské termíny)        | 1931               | 94 let a 66 dní  | 6. září 1981       | 43 let a 183 dní |
| 6.     | Mswati III.                       | Svazijsko                               | 19. dubna 1968     | 56 let a 323 dní | 25. dubna 1986     | 38 let a 317 dní |
| 7.     | Hans Adam II.                     | Lichtenštejnsko                         | 14. února 1945     | 80 let a 22 dní  | 13. listopadu 1989 | 35 let a 115 dní |
| 8.     | Harald V.                         | Norsko                                  | 21. února 1937     | 88 let a 15 dní  | 17. ledna 1991     | 34 let a 50 dní  |
| 9.     | Letsie III.                       | Lesotho                                 | 17. července 1963  | 61 let a 234 dní | 7. února 1996      | 33 let a 100 dní |
| 10.    | Mizan Zainal Abidin               | Terengganu (Malajsie)                   | 22. ledna 1962     | 63 let a 45 dní  | 15. května 1998    | 26 let a 297 dní |
| 11.    | Abdalláh II.                      | Jordánsko                               | 30. ledna 1962     | 63 let a 37 dní  | 7. února 1999      | 26 let a 29 dní  |
| 12.    | Hamad bin Ísá Ál Chalífa          | Bahrajn                                 | 28. ledna 1950     | 75 let a 39 dní  | 6. března 1999     | 26 let a 2 dny   |
| 13.    | Muhammad VI.                      | Maroko                                  | 21. srpna 1963     | 61 let a 199 dní | 23. července 1999  | 25 let a 228 dní |
| 14.    | Sjed Sirajuddin                   | Perlis (Malajsie)                       | 17. května 1943    | 81 let a 295 dní | 17. dubna 2000     | 24 let a 325 dní |
| 15.    | Jindřich                          | Lucembursko                             | 16. dubna 1955     | 69 let a 326 dní | 7. října 2000      | 24 let a 152 dní |
| 16.    | Sharafuddin Idris Šáh             | Selangor (Malajsie)                     | 11. prosince 1945  | 79 let a 87 dní  | 22. listopadu 2001 | 23 let a 106 dní |
| 17.    | Norodom Sihamoni                  | Kambodža                                | 14. května 1953    | 71 let a 298 dní | 14. října 2004     | 20 let a 145 dní |
| 18.    | Albert II.                        | Monako                                  | 14. března 1958    | 66 let a 359 dní | 6. dubna 2005      | 19 let a 336 dní |
| 19.    | Muhammad bin Rášid Ál Maktúm      | Dubaj (Spojené arabské emiráty)         | 15. července 1949  | 75 let a 236 dní | 4. ledna 2006      | 19 let a 63 dní  |
| 20.    | Džigme Khesar Namgjel Wangčhug    | Bhútán                                  | 21. února 1980     | 45 let a 15 dní  | 9. prosince 2006   | 18 let a 89 dní  |
| 21.    | Muhriz                            | Negeri Sembilan (Malajsie)              | 14. ledna 1948     | 77 let a 53 dní  | 29. prosince 2008  | 16 let a 69 dní  |
| 22.    | Saud bin Rashid Al Mualla         | Umm al-Kuvajn (Spojené arabské emiráty) | 1. října 1952      | 72 let a 158 dní | 2. ledna 2009      | 16 let a 65 dní  |
| 23.    | Ibrahim Iskandar                  | Johor (Malajsie)                        | 22. listopadu 1958 | 66 let a 106 dní | 23. ledna 2010     | 15 let a 44 dní  |
| 24.    | Muhammad V.                       | Kelantan (Malajsie)                     | 6. října 1969      | 55 let a 153 dní | 13. září 2010      | 14 let a 176 dní |
| 25.    | Saud bin Saqr Al Qasimi           | Rás al-Chajma (Spojené arabské emiráty) | 10. února 1956     | 69 let a 26 dní  | 27. října 2010     | 14 let a 132 dní |
| 26.    | Tupou VI.                         | Tonga                                   | 12. července 1959  | 65 let a 239 dní | 8. března 2012     | 12 let a 355 dní |
| 27.    | František                         | Vatikán                                 | 17. prosince 1936  | 88 let a 81 dní  | 13. března 2013    | 11 let a 360 dní |
| 28.    | Vilém-Alexandr                    | Nizozemsko                              | 27. dubna 1967     | 57 let a 315 dní | 30. dubna 2013     | 11 let a 312 dní |
| 29.    | Tamím bin Hamad Ál Thání          | Katar                                   | 3. června 1980     | 44 let a 278 dní | 25. června 2013    | 11 let a 256 dní |
| 30.    | Filip                             | Belgie                                  | 15. dubna 1960     | 64 let a 327 dní | 21. července 2013  | 11 let a 230 dní |
| 31.    | Nazrin Muizzuddin Šáh             | Perak (Malajsie)                        | 27. listopadu 1956 | 68 let a 101 dní | 29. května 2014    | 10 let a 283 dní |
| 32.    | Filip VI.                         | Španělsko                               | 30. ledna 1968     | 57 let a 37 dní  | 19. června 2014    | 10 let a 262 dní |
| 33.    | Salmán bin Abd al-Azíz Ál Saúd    | Saúdská Arábie                          | 31. prosince 1935  | 89 let a 67 dní  | 23. ledna 2015     | 10 let a 44 dní  |
| 34.    | Vatčirálongkón (Ráma X.)          | Thajsko                                 | 28. července 1952  | 72 let a 223 dní | 13. října 2016     | 8 let a 146 dní  |
| 35.    | Mahmud Sallehuddin                | Kedah (Malajsie)                        | 30. dubna 1942     | 82 let a 312 dní | 11. září 2017      | 7 let a 178 dní  |
| 36.    | Abdullah Sultán Ahmad Šáh         | Pahang (Malajsie)                       | 30. července 1959  | 65 let a 221 dní | 15. ledna 2019     | 6 let a 52 dní   |
| 37.    | Naruhito                          | Japonsko                                | 23. února 1960     | 65 let a 13 dní  | 1. května 2019     | 5 let a 311 dní  |
| 38.    | Hajtham bin Tárik Ál Saíd         | Omán                                    | 13. října 1954     | 70 let a 146 dní | 11. ledna 2020     | 5 let a 56 dní   |
| 39.    | Muhammad ibn Zájid Ál Nahján      | Abú Zabí (Spojené arabské emiráty)      | 11. března 1961    | 63 let a 362 dní | 13. května 2022    | 2 roky a 299 dní |
| 40.    | Karel III.                        | Antigua a Barbuda                       | 14. listopadu 1948 | 76 let a 114 dní | 8. září 2022       | 2 roky a 181 dní |
| 40.    | Karel III.                        | Austrálie                               | 14. listopadu 1948 | 76 let a 114 dní | 8. září 2022       | 2 roky a 181 dní |
| 40.    | Karel III.                        | Bahamy                                  | 14. listopadu 1948 | 76 let a 114 dní | 8. září 2022       | 2 roky a 181 dní |
| 40.    | Karel III.                        | Belize                                  | 14. listopadu 1948 | 76 let a 114 dní | 8. září 2022       | 2 roky a 181 dní |
| 40.    | Karel III.                        | Grenada                                 | 14. listopadu 1948 | 76 let a 114 dní | 8. září 2022       | 2 roky a 181 dní |
| 40.    | Karel III.                        | Jamajka                                 | 14. listopadu 1948 | 76 let a 114 dní | 8. září 2022       | 2 roky a 181 dní |
| 40.    | Karel III.                        | Kanada                                  | 14. listopadu 1948 | 76 let a 114 dní | 8. září 2022       | 2 roky a 181 dní |
| 40.    | Karel III.                        | Nový Zéland                             | 14. listopadu 1948 | 76 let a 114 dní | 8. září 2022       | 2 roky a 181 dní |
| 40.    | Karel III.                        | Papua Nová Guinea                       | 14. listopadu 1948 | 76 let a 114 dní | 8. září 2022       | 2 roky a 181 dní |
| 40.    | Karel III.                        | Spojené království                      | 14. listopadu 1948 | 76 let a 114 dní | 8. září 2022       | 2 roky a 181 dní |
| 40.    | Karel III.                        | Svatá Lucie                             | 14. listopadu 1948 | 76 let a 114 dní | 8. září 2022       | 2 roky a 181 dní |
| 40.    | Karel III.                        | Svatý Kryštof a Nevis                   | 14. listopadu 1948 | 76 let a 114 dní | 8. září 2022       | 2 roky a 181 dní |
| 40.    | Karel III.                        | Svatý Vincenc a Grenadiny               | 14. listopadu 1948 | 76 let a 114 dní | 8. září 2022       | 2 roky a 181 dní |
| 40.    | Karel III.                        | Šalomounovy ostrovy                     | 14. listopadu 1948 | 76 let a 114 dní | 8. září 2022       | 2 roky a 181 dní |
| 40.    | Karel III.                        | Tuvalu                                  | 14. listopadu 1948 | 76 let a 114 dní | 8. září 2022       | 2 roky a 181 dní |
| 41.    | Mišal al-Ahmad al-Džábir as-Sabáh | Kuvajt                                  | 27. září 1940      | 84 let a 162 dní | 16. prosince 2023  | 1 rok a 82 dní   |
| 42.    | Frederik X.                       | Dánsko                                  | 26. května 1968    | 56 let a 286 dní | 14. ledna 2024     | 1 rok a 53 dní   |